# Auvermansboschke

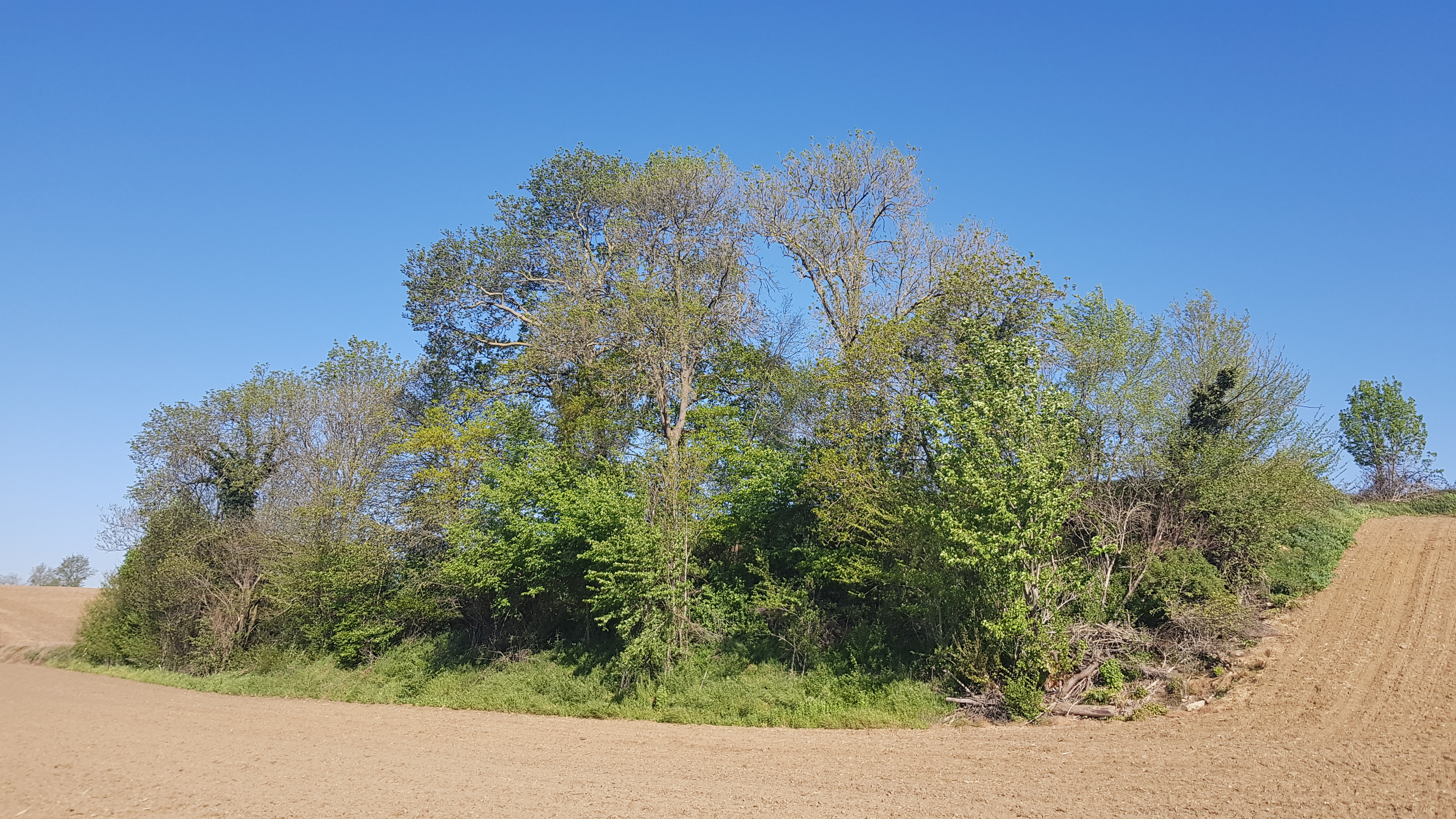
Het Auvermansboschke in het groen

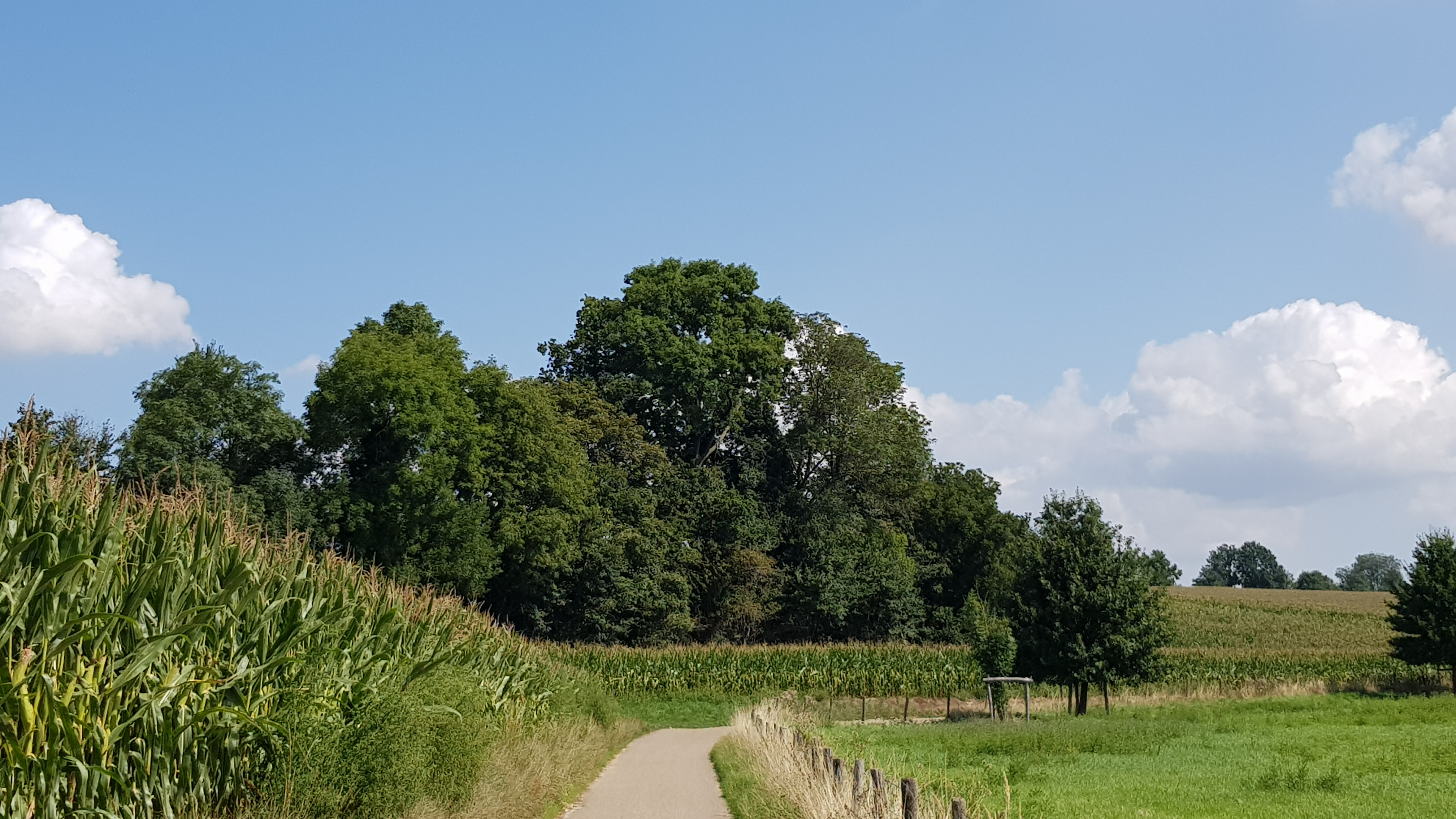
Het Auvermansboschke in de zomer

Het Auvermansboschke is een Limburgse mergelgroeve in Nederlands Zuid-Limburg in de gemeente Valkenburg aan de Geul. De ondergrondse kalksteengroeve ligt ten noorden van de weg Euverem die naar de hoeve Euverem loopt, ten oosten van Valkenburg. De groeve ligt in de westelijke helling van de Schaelsberg aan de zuidoostelijke rand van het Centraal Plateau in de overgang naar het Geuldal. Het Auvermansboschke ligt hier op de noordhelling van een klein dalletje dat bij Kasteel Oost uitkomt in het Geuldal.
Op ongeveer 600 meter naar het noorden liggen de Heekerbeekgroeve en de Sint-Josephgroeve, op ongeveer 625 meter naar het noordwesten ligt de Groothofgroeve, op ongeveer 700 meter naar het westen ligt de groeve Michielkesberg, op ongeveer 515 meter naar het zuidwesten ligt de Oosterweggroeve II en op ongeveer 350 tot 375 meter naar het zuiden liggen de Nevenschaelsberggroeve en de Schaelsberggroeve.

## Geschiedenis
De groeve werd door blokbrekers ontgonnen voor de winning van kalksteenblokken, maar de periode waarin dat gebeurde is niet bekend.

## Groeve
De groeve heeft een oppervlakte van ongeveer 78 vierkante meter.
De groeve is dichtgevallen door omliggende grond of dichtgestort.